# Herzogtum Massa und Carrara

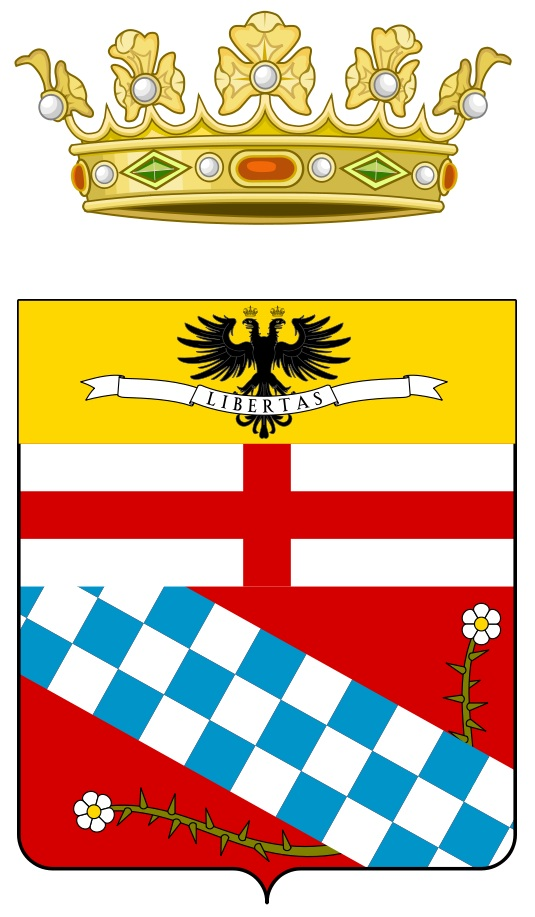
Wappen des Herzogtums Massa und Carrara

Das Herzogtum von Massa und Carrara war ein oberitalienisches Duodezfürstentum, das von 1663 bis 1859 bestand.
Antonio Alberico Malaspina di Fosdinovo wurde 1441 Herr von Massa. Die Markgrafen von Massa aus dem Hause Malaspina waren Giacomo I., Antonio Alberico II., schließlich Ricciarda I., die Lorenzo Cybo heiratete. Von diesen stammen die Cybo-Malaspina ab, Markgrafen von Massa, dann Fürsten von Carrara und zuletzt Herzöge von Massa und Carrara. Die benachbarten Herzogtümer Massa und Carrara wurden seit 1663 von Monarchen dieser Dynastie in Personalunion regiert.

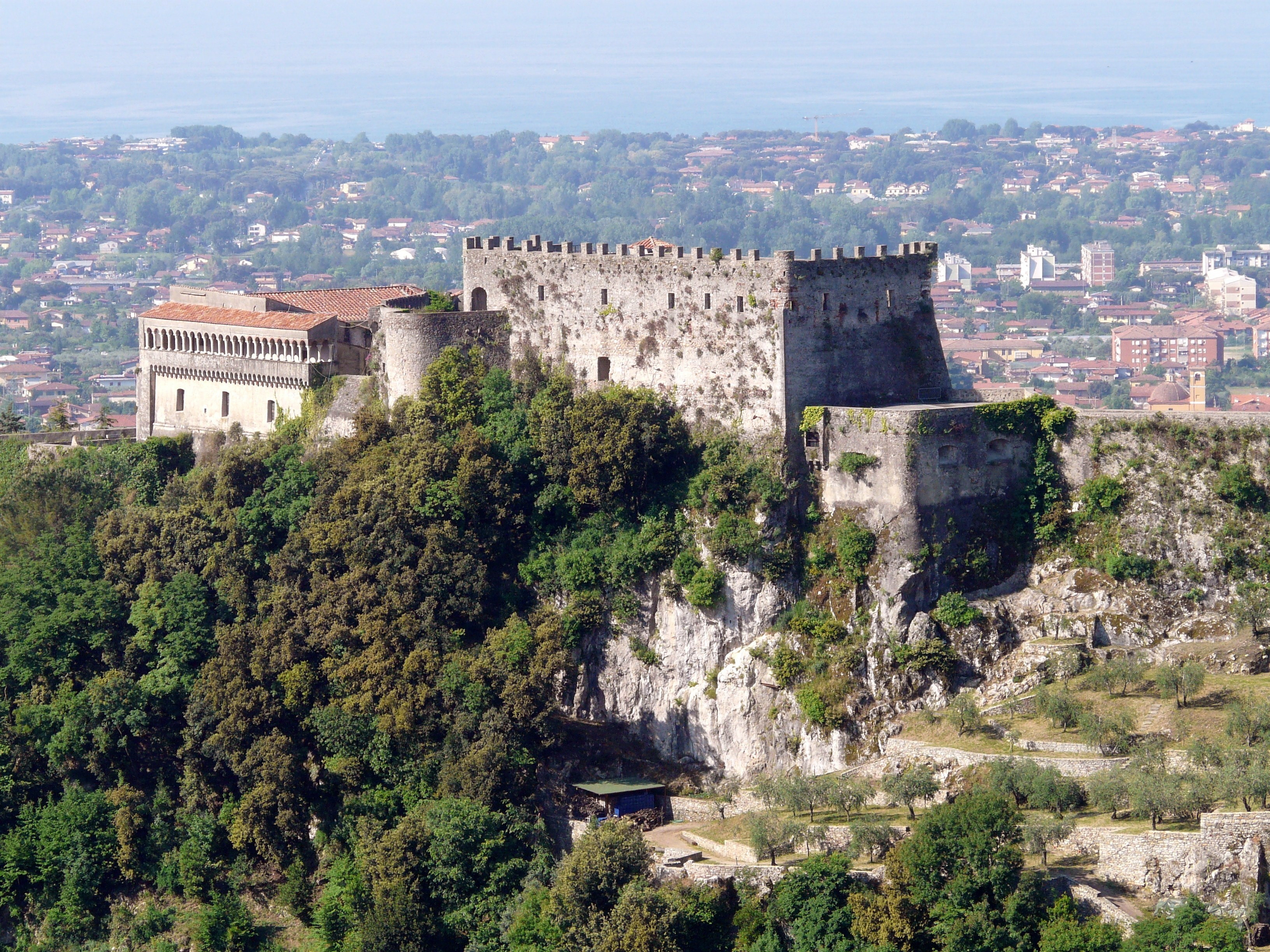
Rocca Malaspina in Massa
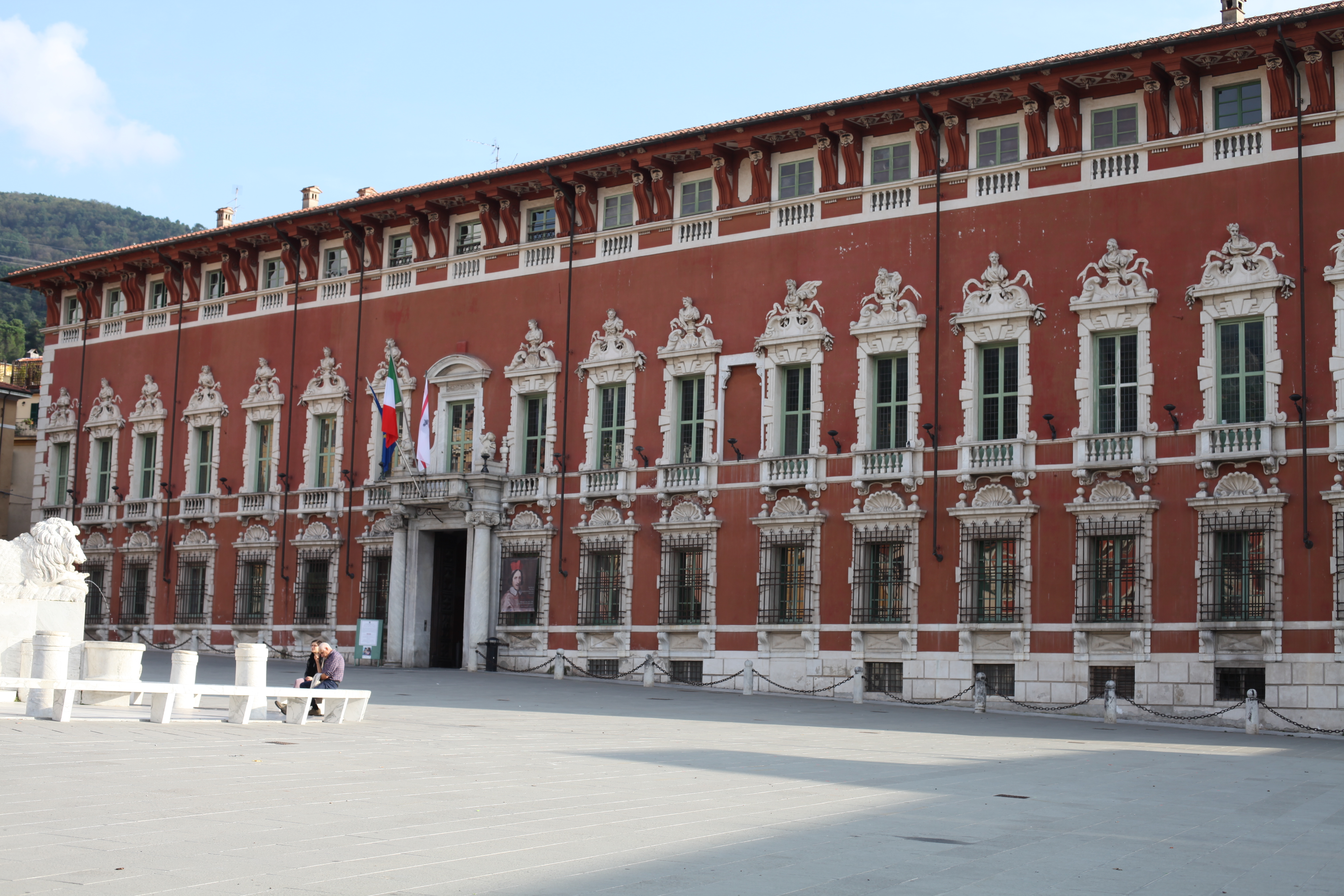
Herzoglicher Palast der Cybo-Malaspina in Massa
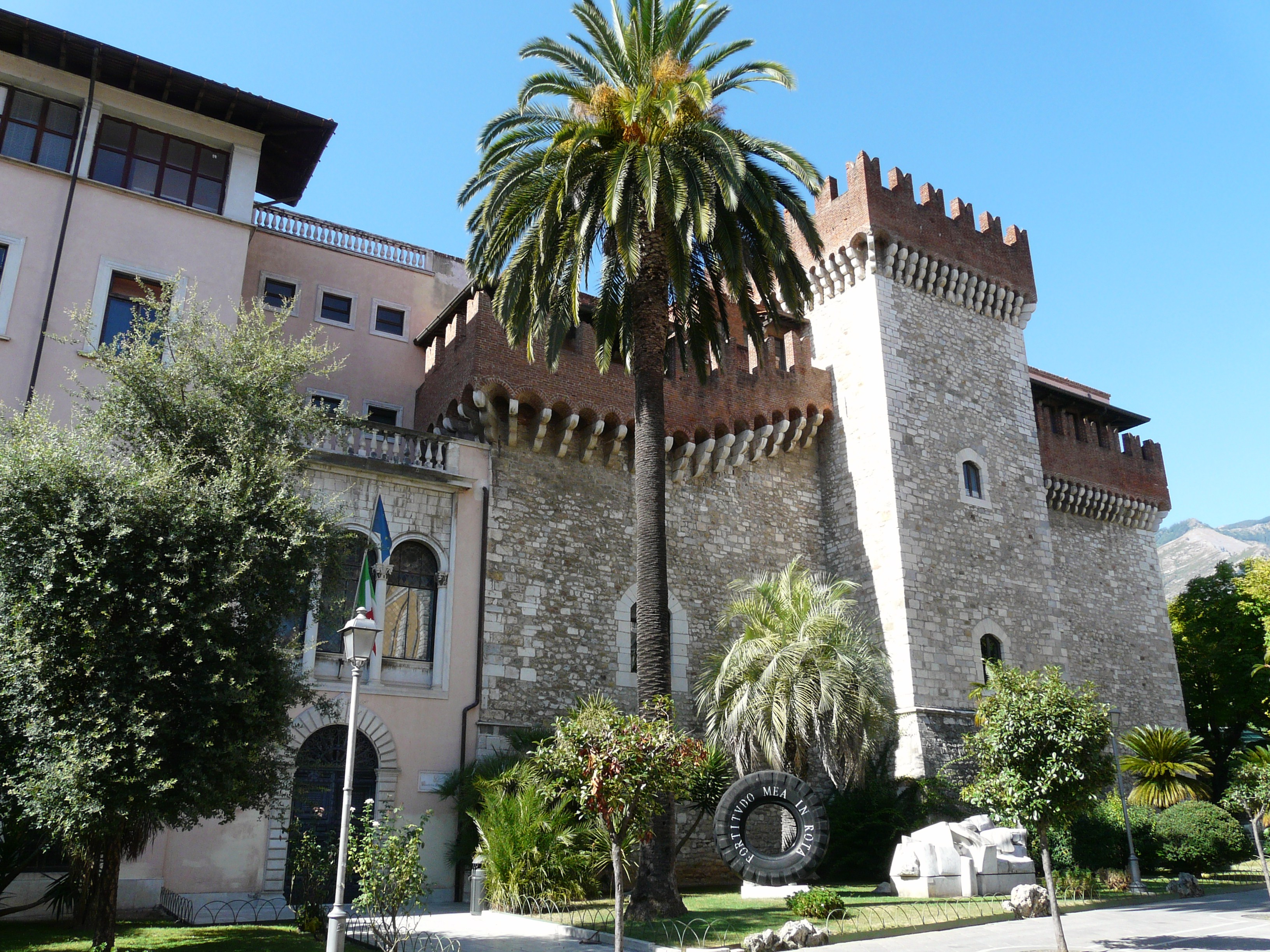
Palazzo Cybo-Malaspina in Carrara
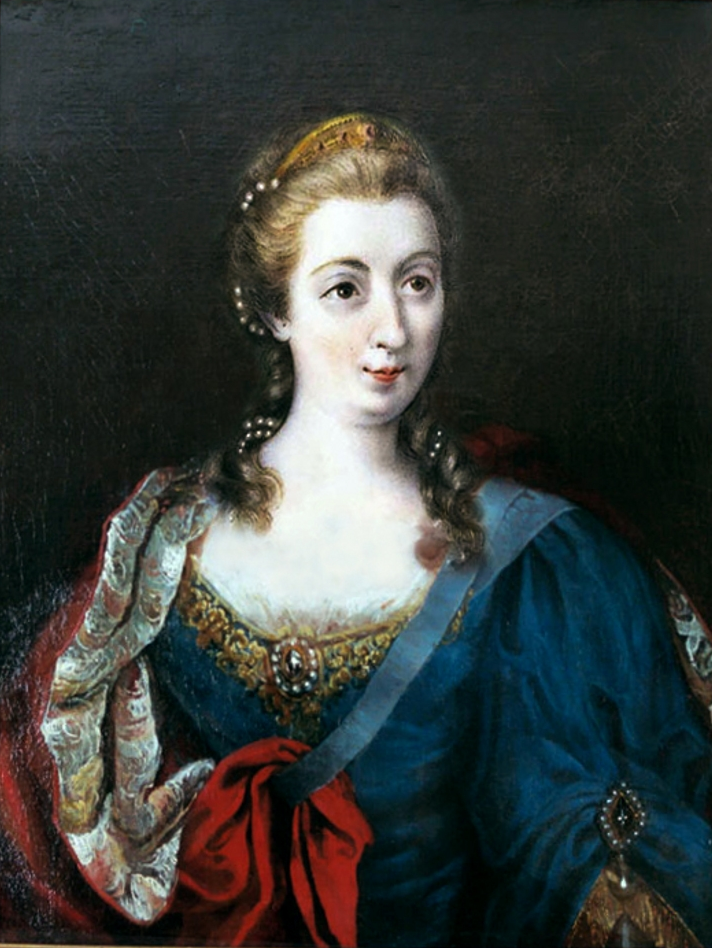
Maria Teresa Cibo-Malaspina (1731–1790), Herzogin von Modena, Massa und Carrara

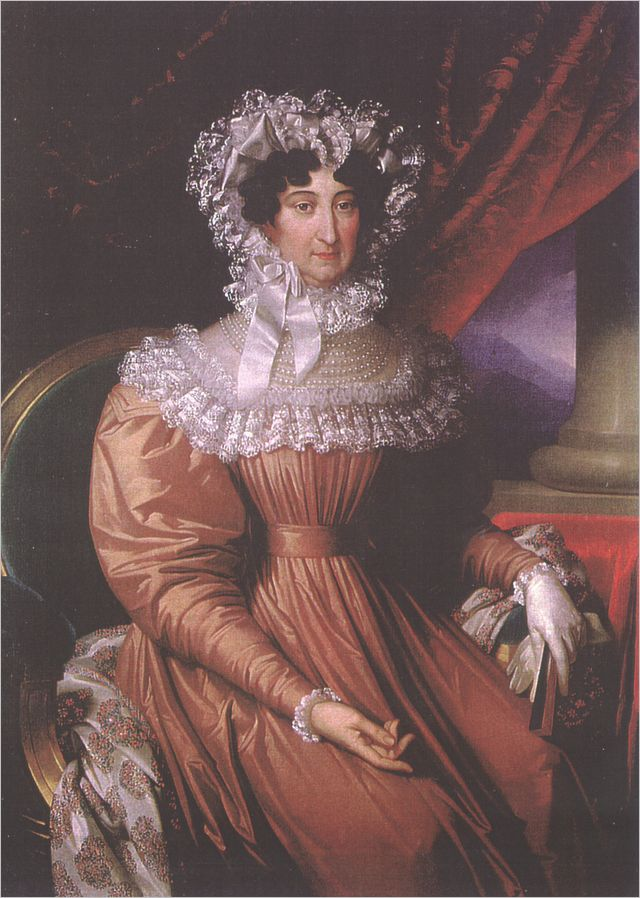
Maria Beatrice d’Este (1750–1829), Herzogin von Modena, Massa und Carrara, verheiratete Erzherzogin von Österreich, die letzte Erbin des Hauses d’Este, Begründerin des Hauses Österreich-Este

Der letzte Spross des Hauses, Herzogin Maria Teresa (1731–1790), ehelichte den letzten Herzog von Modena aus dem Hause Este, Ercole III. d’Este. Sie regierte ihre eigenen Staaten jedoch selbständig weiter und vererbte diese 1790 der gemeinsamen Tochter Maria Beatrice d’Este (1750–1829), die mit einem österreichischen Erzherzog verheiratet war.
1797 wurden auch Massa und Carrara vom in Norditalien eindringenden revolutionären Frankreich besetzt und nacheinander Teile der französischen Vasallenstaaten Cisalpinische Republik, Italienische Republik und Königreich Italien. 1806 gliederte Napoleon als italienischer König Massa-Carrara aus seinem Reich aus und setzte dort seinen Schwager Félix Baciocchi, seit 1805 schon Herzog von Lucca, als Herrscher ein.
Nach dem Sturz Napoleons wurde 1814 unter österreichischem Schutz die Este-Herrschaft in Massa-Carrara wiederhergestellt. Mit dem Tode der Herzogin Maria Beatrice 1829 erbte deren Sohn, Herzog Franz IV. von Modena, Erzherzog von Österreich-Este, die Kleinstaaten Massa und Carrara, die seither bis 1859 im modenesischen Staatenverband verblieben und sich im Risorgimento erst an das Königreich Sardinien und dann an den neuen Einheitsstaat Italien anschlossen.
Doch besteht die territoriale Identität als Provinz Massa-Carrara bis heute.

## Fürsten, später Herzöge von Massa
- Alberico I. Cibo-Malaspina (1554–1623), Urenkel von Innozenz VIII.
- Carlo I. Cibo-Malaspina (1623–1662)
- Alberico II. Cibo-Malaspina (1662–1690)
- Carlo II. Cibo-Malaspina (1690–1710)
- Alberico III. Cibo-Malaspina (1710–1715)
- Alderamo Cibo-Malaspina (1715–1731)
- Maria Teresa Cibo-Malaspina (1731–1790) ⚭ Ercole III. d’Este
- Maria Beatrice d’Este (1750–1829) ⚭ Erzherzog Ferdinand Karl von Habsburg-Lothringen